# سينثيا كوكبورن
سينثيا كوكبورن (بالإنجليزية: Cynthia Cockburn)‏ هي أكاديمية ونسوية وناشطة سلام بريطانية، ولدت في 1934.